# Dhaka Elevated Expressway

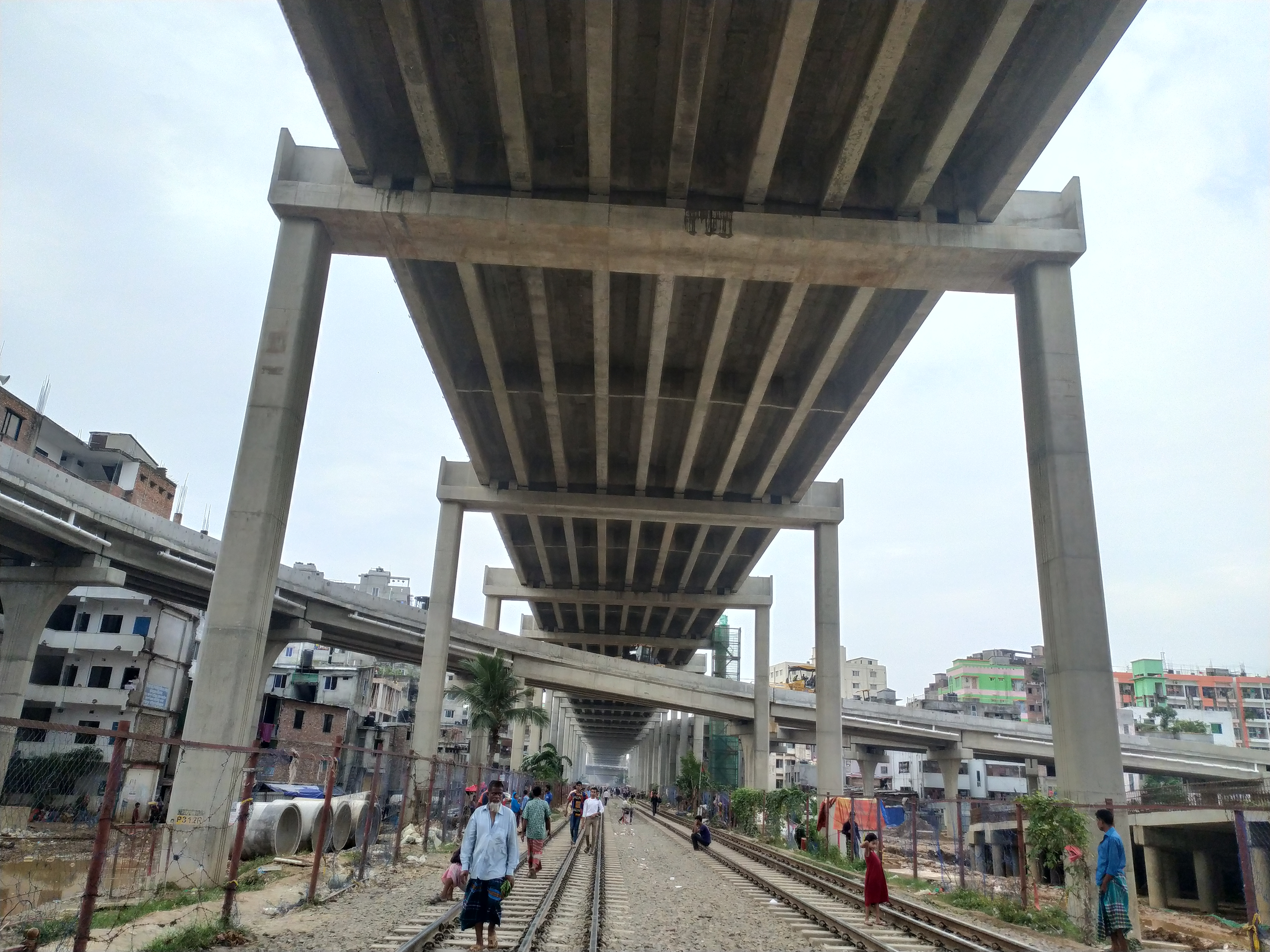

De Dhaka Elevated Expressway (Bengaals:ঢাকা এলিভেটেড এক্সপ্রেসওয়ে) is een (deels in aanleg zijnde) autosnelweg in Bangladesh. De snelweg wordt 19,7 kilometer lang worden en verbindt Luchthaven Dhaka met Kutubkhali. Op 2 september 2023 werden de eerste 11 kilometer geopend.
Bangabandhu Sheikh Mujibur Rahman Expressway ·
Bhanga–Benapole Expressway ·
Chittagong Elevated Expressway ·
Dhaka Bypass Expressway ·
Dhaka Elevated Expressway ·
Dhaka–Ashulia Elevated Expressway ·
Hatirjheel–Demra Expressway ·
Purbachal Expressway ·